# West Ham United Football Club
El West Ham United Football Club és un club de futbol anglès, d'Upton Park, Newham, Londres. Actualment competeix a la Premier League. El club va ser fundat el 1895 amb el nom de Thames Ironworks FC i refundat el 1900 amb el nom actual. El 1904 el club es va traslladar a l'estadi The Boleyn Ground, conegut popularment amb el nom d'Upton Park pel lloc on està situat. Inicialment van competir a la Southern League i a la Western League abans d'unir-se a la Football League l'any 1919. L'any 1923 va participar per primera vegada a la màxima categoria, i també va ser l'any en què el club va arribar a la primera final de la FA Cup jugada a l'Estadi de Wembley, contra el Bolton Wanderers Football Club, que va perdre per 2 a 0.
L'any 1940 el club va guanyar l'inaugural Football League War Cup. El club ha guanyat la FA Cup tres vegades: el 1964, el 1975 i el 1980, i ha quedat finalistes dues vegades, el 1923 i el 2006. L'any 1965 van guanyar la Recopa d'Europa de futbol i l'any 1999 va guanyar la Copa Intertoto.
La temporada 2021-22 va arribar a les semifinals de l'Europa League on va caure eliminat per l'Eintracht Frankfurt, el futur campió. La temporada següent, la 2022-23, va coronar-se per primer cop campió de la Lliga Europa Conferència de la UEFA després de superar a l'ACF Fiorentina per 1 a 2 en la final disputada a Praga el 7 de juny del 2023. Aquest va ser el primer títol europeu del West Ham en 58 anys.
És un dels vuit equips existents que mai han competit més avall del segon nivell del futbol anglès; no obstant això, a diferència dels altres set, el West Ham mai ha guanyat el títol de lliga. La millor posició és un tercer lloc a la Primera Divisió la temporada 1985-86.
Tres jugadors del West Ham són considerats clau en el títol de la Copa del Món de futbol de 1966 aconseguit per la selecció anglesa de futbol: Bobby Moore (el capità de la selecció en aquell moment), i els dos golejadors en la final (Geoff Hurst i Martin Peters).

## Història

### Orígens: el Thames Ironworks F.C.

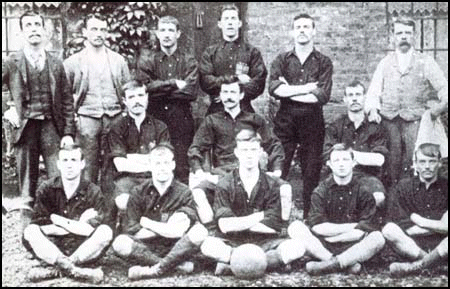
La fotografia més antiga del club, com a Thames Ironworks l'any 1895.

Els orígens del West Ham United són al club Thames Ironworks F.C., fundat l'any 1895 per l'àrbitre Dave Taylor i Arnold Hills (propietari de l'empresa Thames Ironworks and Shipbuilding Co. Ltd. i es va anunciar al diari Tames Ironworks Gazzete del Juny de 1895.
L'equip jugava en l'amateurisme des de 1895 com a mínim, amb un equip compost de treballadors incloent Thomas Freeman (bomber de vaixells), Walter Parks (treballador), Tom Mundy, Walter Tranter i James Lindsay (calderers), William Chapman, George Sage, i William Chamberlain i l'aprenent de reblador Charlie Dove.
| Primer uniforme (1895-96) |

El club, Thames Ironworks F.C. van ser els primers guanyadors de la West Ham Charity Cup l'any 1895 disputada per clubs de la localitat, i l'any 1897 va guanyar la London League. L'any 1898 el club va esdevenir professional i va entrar a competir a la Segona Divisió de la Southern Football League. La primera temporada van aconseguir l'ascens a primera divisió. L'any següent van quedar penúltims, però havien aconseguit formar un equip competitiu, i van aconseguir la permanència superant a la promoció de descens el Fulham FC per 5-1 a l'abril de 1900.
Inicialment, l'equip jugava amb una equipació tota de color blau fosc, com volia el propietari de l'empresa Mr. Hills, seguint els colors de la Universitat d'Oxford (on havia estudiat), però l'any següent es van canviar els colors per samarretes blau cel i pantaló blanc que van dur des de l'any 1897 fins al 1899. L'any 1899 van començar a jugar amb els colors actuals: samarreta bordeus amb mànigues blau cel, com els jugadors de l'Aston Villa FC, que havien guanyat la lliga en aquell moment.
Degut a disputes en la gestió i el finançament del club, el Thames Ironworks F.C. es va dissoldre el juny de l'any 1900, però quasi immediatament va ressorgir el 5 de juliol de l'any 1900 amb el nom de West Ham United F.C. amb Syd King com a entrenador i el futur entrenador Charlie Paynter com el seu assistent. Degut a les arrels com a "club de treballadors" (encara representat a l'escut del club), encara són coneguts pels aficionats i els mitjans de comunicació com the Irons ("els Ferros") o the Hammers ("els Martells").

### El naixement del West Ham United
El renascut club va continuar jugant els seus partits al Memorial Ground a Plaistow (finançat per Arnold Hills), però es va traslladar en un camp de l'àrea d'Upton Park quan l'equip va trencar la relació amb l'empresa. Després de quedar-se sense camp l'any 1901, l'equip jugava els seus partits com a local en camps d'altres equips de la seva zona fins que es va traslladar a Upton Park (al lloc on ara hi ha l'estadi de Boleyn Ground), l'any 1904.
El primer partit del West Ham al seu nou camp va ser contra el seu gran rival, el Millwall FC (també són un equip sorgit d'un grup de treballadors de fosa de ferro, però d'una empresa rival), atraient una multitud de 10.000 persones i acabant amb la victòria per 3-0 del West Ham, com va escriure el Daily Mirror el 2 de setembre de 1904:
| « | "Afavorits pel bon clima després dels grans xàfecs del matí, el West Ham United va començar la seva temporada amb bons presagis ahir al vespre; quan van derrotar el Millwall per 3 gols a 0 en el seu nou camp a Upton Park." | » |

La temporada 1901, el West Ham va competir a la Western League a més de continuar jugant a la primera divisió de la Southern League. L'any 1907 el West Ham es va coronar campió de la Divisió 1B de la Western League, i va derrotar el campió de la 1A, el Fulham, per 1-0, esdevenint el campió general de les Western Leagues.

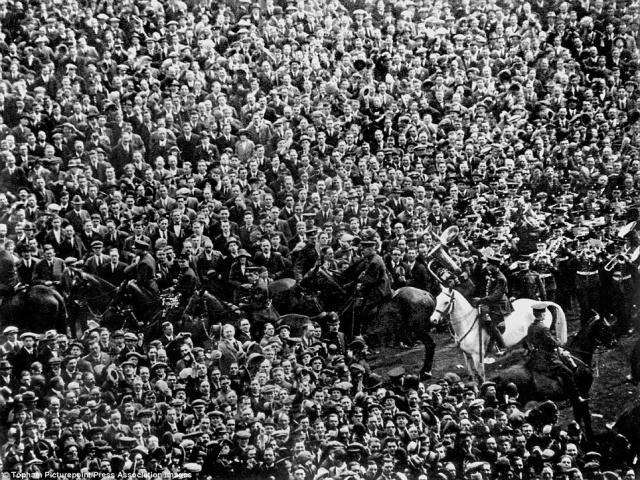
Billie the White Horse, el salvador de la final de la FA Cup de 1923

L'any 1919, encara sota el lideratge del Rei, el West Ham va entrar a competir a la Segona Divisió de la Football League. El primer partit que va jugar va acabar amb empat a 1 contra el Lincoln City FC, i van ascendir a la Primera Divisió l'any 1923, arribant a la primera final de la FA Cup que es va celebrar a l'estadi de Wembley. L'oponent era el Bolton Wanderers FC. Aquesta final també es coneix amb la final del cavall blanc (The White Horse Final), ja que van assistir tantes persones al partit (es creu que unes 200.000), que van caure al camp. El camp va haver de buidar-se per en Billie, un gran cavall blanc (en realitat, gris) muntat pel policia George Scorey. La final de la copa va acabar amb un 2-0 favorable al Bolton Wanderers. L'equip va aconseguir un èxit limitat a la primera divisió però van aconseguir mantenir-se a la categoria durant 10 anys i van arribar a la semifinal de la FA Cup l'any 1927.
L'any 1932 el club va descendir a la Segona Divisió i Alex Bennett va ser acomiadat després de fer d'entrenador de l'equip durant 32 anys, i haver estat jugador des de 1899 fins a 1903. Va ser substituït pel seu entrenador assistent Charlie Paynter que havia exercit diferents funcions al West Ham des de 1897 i va ser l'entrenador de 480 partits, fins a l'any 1950.
El club va passar molts dels següents 30 anys en aquesta divisió, primer amb Paynter com a entrenador, que va ser substituït per l'antic jugador Ted Fenton. Fenton va aconseguir ascendir l'equip al màxim nivell del futbol anglès l'any 1958 i va ajudar en el desenvolupament de la fornada inicial de les futures estrelles del West Ham.

### Els anys de glòria
Ron Greenwood va substituir Fenton com a entrenador l'any 1961 i ben aviat va obtenir dos trofeus importants per al club: la Copa anglesa de futbol el 1964 i la Recopa d'Europa de futbol el 1965.

Durant la Copa del Món de futbol de 1966, els jugadors clau de la selecció anglesa de futbol, que fou campiona, van ser jugadors del West Ham, incloent-hi el capità, Bobby Moore; Martin Peters (que va marcar a la final); i Geoff Hurst, que va marcar el primer i únic hat-trick en una final de la Copa del Món. 

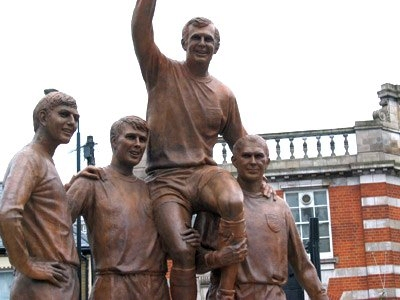
L'estàtua dels campions a Barking Road

Hi ha una estàtua dels "campions" a Barking Road, al davant de The Boleyn Arms, commemorant els tres jugadors del West Ham que van ajudar a guanyar la Copa del Món de 1966: Bobby Moore, Geoff Hurst i Martin Peters. A més, a l'estàtua s'hi pot trobar el jugador de l'Everton Ray Wilson.
Després d'un començament difícil la temporada 1974-75, Greenwood va esdevenir General Manager i sense informar la directiva, va posar el seu assistent John Lyall com a entrenador. El resultat va ser un èxit: l'equip va marcar 20 gols en total en els primers quatre partits, i va guanyar la Copa anglesa de futbol, derrotant el Fulham per 2 a 0 a la final de 1975.
Lyall després va aconseguir dur el West Ham a una altra final de la Recopa d'Europa de futbol l'any 1976, però l'equip va perdre el partit per 4 a 2 davant l'RSC Anderlecht. La trajectòria de Greenwood com a General Manager va durar menys de tres anys, ja que després va estar fitxat per dirigir Anglaterra després de la dimissió de Don Revie l'any 1977.

### Amunt i avall
El 1978, el West Ham va tornar a baixar a la Segona Divisió, però Lyall va mantenir-se com a entrenador, aconseguint guanyar la Copa anglesa de futbol de 1980 contra l'Arsenal. Aquest fet és notable, ja que fou l'última vegada que un equip fora de la màxima divisió va guanyar aquest trofeu. L'any 1981 el West Ham va ascendir a la primera divisió, i va acabar entre els deu millors classificats d'aquesta divisió en els següents tres anys abans d'aconseguir un tercer lloc l'any 1985/86, el seu rècord històric. No obstant això, el 1989 l'equip torna a descendir i això va provocar la destitució de John Lyall.
Després de Lyall, Lou Macari va dirigir l'equip breument, ja que va dimitir després de menys d'una temporada completa amb l'objectiu de defensar-se de les acusacions d'apostes il·legals mentre era l'entrenador del Swindon Town. Va ser substituït per l'exjugador Billy Bonds. En la primera temporada completa de Bonds com a entrenador (1990-91), el West Ham va aconseguir promocionar a la Primera Divisió, però en la següent temporada van tornar a descendir a la reanomenada Primera Divisió degut a les reestructuracions de les competicions angleses després de la creació de la Premier League l'any 1992. El West Ham va acabar segon en la Primera Divisió i va ascendir a la Premier el maig de 1993.
Després de la temporada 1993-94, Bonds va deixar l'equip i va ser substituït per Harry Redknapp l'agost de 1994. Redknapp va aconseguir un cinquè lloc la temporada 1998-99, però no va aconseguir la classificació directa per la Copa de la UEFA, que sí que va aconseguir després de guanyar la Copa Intertoto. Malgrat consolidar aquestes posicions en la lliga durant un cert temps, desavinences amb la directiva del club durant la temporada 2000-01 van provocar que Redknapp fos substituït per Glenn Roeder, ascendit després d'entrenar el filial.

En la primera temporada de Roeder l'equip va quedar setè, però va perdre alguns partits de forma estrepitosa (7-1 contra el Blackburn, 5-0 contra l'Everton FC i 5-1 contra el Chelsea FC). La següent temporada va començar malament i va acabar amb el descens de l'equip. Els 42 punts que va aconseguir el West Ham aquella temporada és la marca més alta registrada per un equip que ha descendit de la Premier en 38 partits. Roeder, que s'havia perdut part de la temporada després de ser diagnosticat amb un tumor cerebral (pel qual va sotmetre's a tractament), va ser acomiadat el 24 d'agost de 2003. 

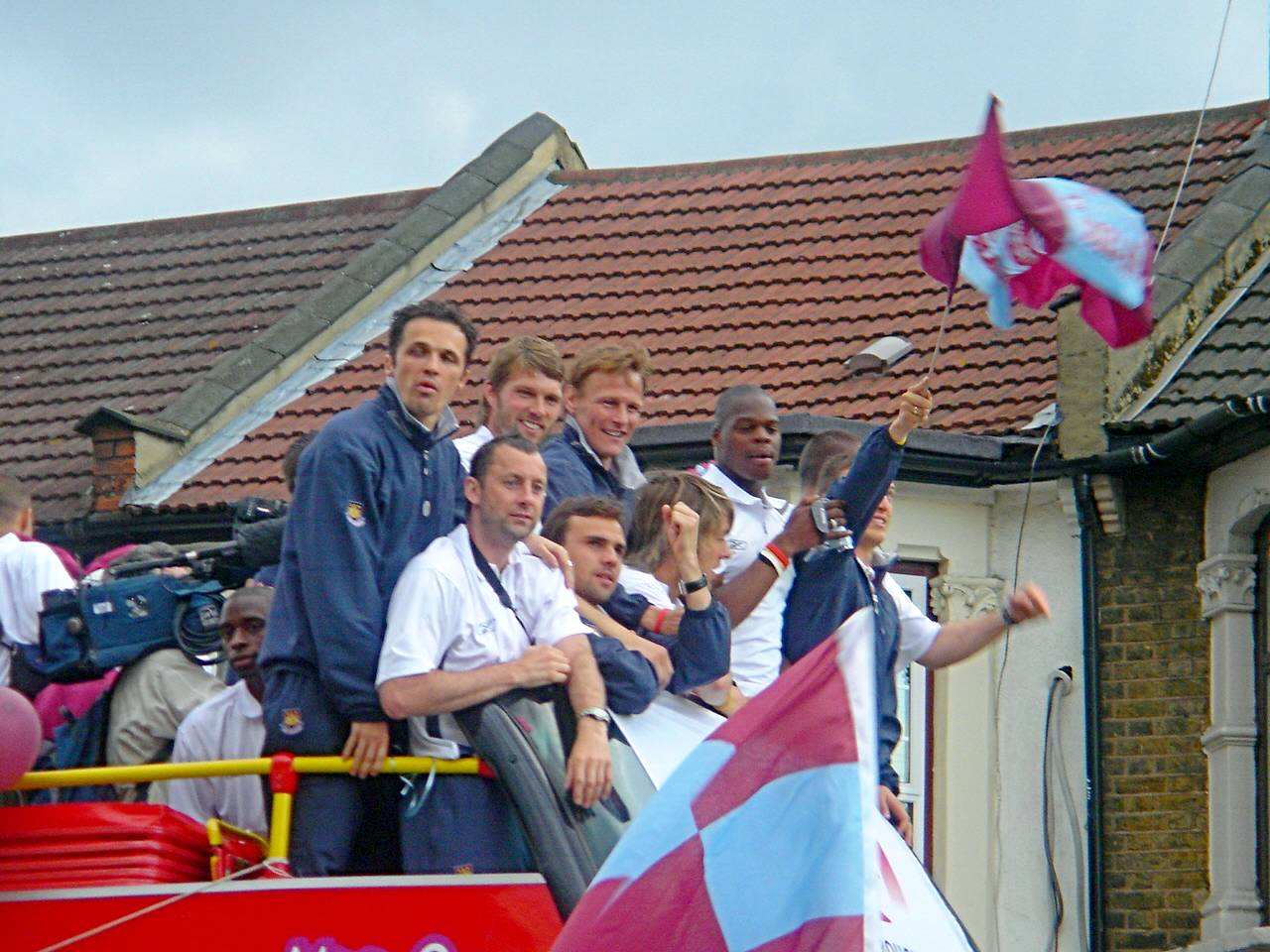
Els jugadors del West Ham en un autobús a prop d'Upton Park celebrant haver guanyat la promoció de 2005 a Cardiff. D'esquerra a dreta: Shaun Newton (ajupit), fila del darrere, Matthew Etherington, Jimmy Walker, Teddy Sheringham, Marlon Harewood, fila del davant Don Hutchison, Carl Fletcher, Elliott Ward and Mark Noble (amb bandera)

Trevor Brooking (que va ser entrenador durant la malaltia de Glenn la temporada anterior) va convertir-se en entrenador interí abans de ser substituït per Alan Pardew l'octubre de 2003, provinent del Reading FC.
Pardew va aconseguir classificar l'equip per a les eliminatòries de promoció d'ascens, que van perdre davant del Crystal Palace FC. La següent temporada van tornar a arribar a les eliminatòries, però aconseguint superar-les en guanyar el Preston North End FC per 1-0, obtenint l'ascens a la Premier League.

### Temporades recents
Novament a la Premier League, l'equip acabà en novena posició. El punt àlgid de la temporada 2005-06, però, va ser la classificació per a la final de la FA Cup, on s'enfrontaren amb el Liverpool FC, que partia com a clar favorit; després que el partit acabés amb empat a tres gols, el títol s'hagué de decidir amb una tanda de penals, on la sort afavorí l'equip "red". Tanmateix, com que el Liverpool ja estava classificat per a la Champions League, el West Ham pogué participar en la Copa de la UEFA.
L'agost del 2006 el West Ham va sorprendre tothom fitxant Carlos Tévez i Javier Mascherano. l'últim dia del "Mercat d'Estiu". Un consorci islandès encapçalat per Eggert Magnússon adquirí el club el mes de novembre. L'entrenador Alan Pardew va ser substituït pels mals resultats durant la temporada; Alan Curbishley, antic manager del Charlton, ocupà el seu lloc.
Els fitxatges de Tévez i Mascherano van ser investigats per la Premier League, que sospitava que alguns dels seus detalls no havien quedat reflectits oficialment. La Justícia declarà el club culpable i el condemnà a pagar 5.5 milions de lliures l'abril del 2007. El West Ham, però, no va rebre cap reducció de punts, que hauria estat crítica de cara a la seva ofensiva per mantenir la categoria. Com a resposta, el president del Wigan Athletic (Dave Whelan), amb el suport d'altres clubs amenaçats pel descens -entre ells, el Fulham i el Sheffield United- amenaçà d'emprendre accions legals.
El West Ham evità el descens gràcies a una ratxa de set victòries en els últims nou partits, com un 1–0 contra l'Arsenal, i acabà la temporada en quinzena posició després d'un altre 1-0 (marcat per Tévez) a la darrera jornada contra el Manchester United FC, que s'acabava de coronar campió.
A la temporada següent el West Ham es va poder mantenir a la meitat superior de la classificació, malgrat una plaga de lesions; els nous fitxatges (Craig Bellamy i Kieron Dyer) amb prou feines van poder jugar. En l'últim partit, al seu propi estadi, el West Ham empatà a 2 contra l'Aston Villa FC; així l'equip s'assegurà la desena posició, amb tres punts més que els seus rivals de Londres, el Tottenham Hotspur FC, millorant en cinc posicions la seva classificació anterior i sense problemes seriosos per mantenir la categoria.

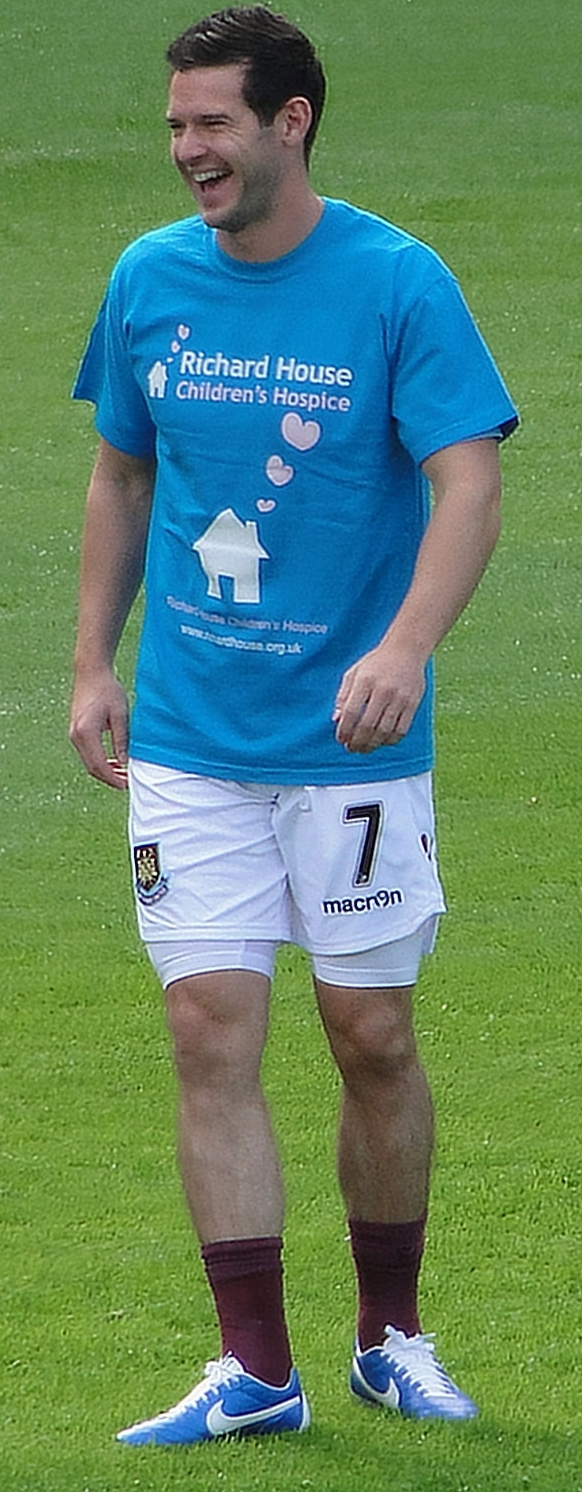
Matt Jarvis, fitxatge rècord del West Ham

Després d'una discussió amb la presidència per la venda dels defenses Anton Ferdinand i George McCartney al Sunderland, l'entrenador Alan Curbishley dimití el 3 de setembre del 2008. El seu successor va ser l'exdavanter del Chelsea Gianfranco Zola. Zola es va fer càrrec de l'equip vuit dies després i es convertí en el primer entrenador no britànic del club. El West Ham acabà la temporada en novena posició, un lloc més amunt que en l'anterior.
L'equip començà bé la temporada 2009–10 amb una victòria per 2 a 0 contra els Wolverhampton Wanderers FC, acabats d'ascendir de categoria; els gols van ser obra de Mark Noble i del nou capità, Matthew Upson. Un partit de la League Cup contra els seus grans rivals, el Millwall, provocà greus incidents fora del camp, a més d'invasions del terreny de joc i enfrontaments a les graderies de l'Upton Park.
L'agost del 2009, per problemes financers, els propietaris islandesos no van poder fer més inversions en l'equip, tot esperant trobar un nou propietari. Els patrocinadors de les samarretes, SBOBET, ajudaren el club a fitxar urgentment un nou davanter, Alessandro Diamanti.
La temporada del West Ham va ser discreta i fins i tot van estar a punt de descendir. Finalment asseguraren la permanència a dues jornades del final derrotant el Wigan Athletic per 3 a 2. El club només aconseguí 35 punts en 38 jornades; és a dir, 7 punts menys que en el seu anterior descens, set anys enrere.
L'onze de maig del 2010, dos dies abans del final de la temporada, el West Ham anuncià la recissió del contracte de Zola amb efectes immediats.
El tres de juny Avram Grant signà un contracte per a quatre temporades com a entrenador del West Ham, amb permís de treball. Els mals resultats continuaren acompanyant l'equip, que continuava ancorat a la zona de descens, i deixaven en suspens el futur de Grant a la banqueta. Una victòria per 4 a 0 als quarts de final de la League Cup contra el Manchester United FC va ser l'única nota positiva d'una temporada decebedora.
Però el seu baix rendiment a la Premier League no afectà a la trajectòria en les competicions de Copa: Els "Hammers" arribaren a les semifinals de la League Cup (on van ser eliminats pels futurs campions, el Birmingham City FC) i als quarts de final de la FA cup abans de perdre per 2 a 1 contra el Stoke City FC.
El 15 de maig del 2011 es consumà el descens del West Ham a la segona divisió de la lliga anglesa després de perdre per 3 a 2 contra el Wigan Athletic FC al DW Stadium. El West Ham guanyava per 0 a 2 al descans gràcies a un doblet de Demba Ba, però el Wigan remuntà i guanyà gràcies a un gol de Charles N'Zogbia al temps afegit. Després de la derrota el West Ham anuncià l'acomiadament de l'entrenador Avram Grant després de la seva primera temporada. L'u de juny Sam Allardyce va ser nomenat com a substitut de Grant.
L'equip acabà la temporada 2011-12 del Football League Championship en tercera posició amb 86 punts i participà en les eliminatòries d'ascens. Van superar el Cardiff City FC a les semifinals per un total de 5–0 i es classificaren per a la final contra el Blackpool a Wembley el 19 de maig del 2012. Carlton Cole marcà el primer gol i, tot i que el Blackpool va empatar al principi de la segona part, Ricardo Vaz Tê marcà el gol de la victòria per al West Ham en el minut 87 del partit.
De cara al seu retorn a la Premier League, el West Ham va signar antics jugadors (James Collins i George McCartney), feu un fitxatge estrella (Matt Jarvis) i va rebre la cessió d'Andy Carroll. Van guanyar el primer partit de la temporada (el 18 d'agost del 2012) per 1 a 0 contra l'Aston Villa FC gràcies a un gol de Kevin Nolan.

## Dades del club
- Fundació: 1895

## Temporades
- Temporades a primera: 65 (38 a Football League First Division i 27 a FA Premier League)
- Temporades a segona: 32 (28 a Football League Second Division, 2 a Football League First Division i 2 a Football League Championship)

| Temporada                                                                | Divisió                                 | Posició |
| ------------------------------------------------------------------------ | --------------------------------------- | ------- |
| 1895-96                                                                  |                                         |         |
| 1896-97                                                                  | London League                           | 2n      |
| 1897-98                                                                  | London League                           | 1r      |
| 1898-99                                                                  | Southern League 2nd Division            | 1r      |
| 1899-1900                                                                | Southern League                         | 14è     |
| 1900-01                                                                  | Southern League                         | 6è      |
| 1901-02                                                                  | Southern League                         | 4t      |
| 1902-03                                                                  | Southern League                         | 10è     |
| 1903-04                                                                  | Southern League                         | 12è     |
| 1904-05                                                                  | Southern League                         | 10è     |
| 1905-06                                                                  | Southern League                         | 11è     |
| 1906-07                                                                  | Southern League                         | 5è      |
| 1907-08                                                                  | Southern League                         | 10è     |
| 1908-09                                                                  | Southern League                         | 18è     |
| 1909-10                                                                  | Southern League                         | 9è      |
| 1910-11                                                                  | Southern League                         | 5è      |
| 1911-12                                                                  | Southern League                         | 13è     |
| 1912-13                                                                  | Southern League                         | 3r      |
| 1913-14                                                                  | Southern League                         | 6è      |
| 1914-15                                                                  | Southern League                         | 4t      |
| No hi va haver lliga entre 1915 i 1919 degut a la Primera Guerra Mundial |                                         |         |
| 1919-20                                                                  | Second Division                         | 7è      |
| 1920-21                                                                  | Second Division                         | 5è      |
| 1921-22                                                                  | Second Division                         | 4t      |
| 1922-23                                                                  | Second Division                         | 2n      |
| 1923-24                                                                  | First Division                          | 13è     |
| 1924-25                                                                  | First Division                          | 13è     |
| 1925-26                                                                  | First Division                          | 18è     |
| 1926-27                                                                  | First Division                          | 6è      |
| 1927-28                                                                  | First Division                          | 17è     |
| 1928-29                                                                  | First Division                          | 17è     |
| 1929-30                                                                  | First Division                          | 7è      |
| 1930-31                                                                  | First Division                          | 18è     |
| 1931-32                                                                  | First Division                          | 22è     |
| 1932-33                                                                  | Second Division                         | 20è     |
| 1933-34                                                                  | Second Division                         | 7è      |
| 1934-35                                                                  | Second Division                         | 3r      |
| 1935-36                                                                  | Second Division                         | 4t      |
| 1936-37                                                                  | Second Division                         | 6è      |
| 1937-38                                                                  | Second Division                         | 9è      |
| 1938-39                                                                  | Second Division                         | 11è     |
| No hi va haver lliga entre 1939 i 1946 degut a la Segona Guerra Mundial  |                                         |         |
| 1945-46                                                                  | -                                       |         |
| 1946-47                                                                  | Second Division                         | 12è     |
| 1947-48                                                                  | Second Division                         | 6è      |
| 1948-49                                                                  | Second Division                         | 7è      |
| 1949-50                                                                  | Second Division                         | 19è     |
| 1950-51                                                                  | Second Division                         | 13è     |
| 1951-52                                                                  | Second Division                         | 12è     |
| 1952-53                                                                  | Second Division                         | 14è     |
| 1953-54                                                                  | Second Division                         | 13è     |
| 1954-55                                                                  | Second Division                         | 8è      |
| 1955-56                                                                  | Second Division                         | 16è     |
| 1956-57                                                                  | Second Division                         | 8è      |
| 1957-58                                                                  | Second Division                         | 1r      |
| 1958-59                                                                  | First Division                          | 6è      |
| 1959-60                                                                  | First Division                          | 14è     |
| 1960-61                                                                  | First Division                          | 16è     |
| 1961-62                                                                  | First Division                          | 8è      |
| 1962-63                                                                  | First Division                          | 12è     |
| 1963-64                                                                  | First Division                          | 14è     |
| 1964-65                                                                  | First Division                          | 9è      |
| 1965-66                                                                  | First Division                          | 12è     |
| 1966-67                                                                  | First Division                          | 16è     |
| 1967-68                                                                  | First Division                          | 12è     |
| 1968-69                                                                  | First Division                          | 8è      |
| 1969-70                                                                  | First Division                          | 17è     |
| 1970-71                                                                  | First Division                          | 20è     |
| 1971-72                                                                  | First Division                          | 14è     |
| 1972-73                                                                  | First Division                          | 6è      |
| 1973-74                                                                  | First Division                          | 18è     |
| 1974-75                                                                  | First Division                          | 13è     |
| 1975-76                                                                  | First Division                          | 18è     |
| 1976-77                                                                  | First Division                          | 17è     |
| 1977-78                                                                  | First Division                          | 20è     |
| 1978-79                                                                  | Second Division                         | 5è      |
| 1979-80                                                                  | Second Division                         | 7è      |
| 1980-81                                                                  | Second Division                         | 1r      |
| 1981-82                                                                  | First Division                          | 9è      |
| 1982-83                                                                  | First Division                          | 8è      |
| 1983-84                                                                  | First Division                          | 9è      |
| 1984-85                                                                  | First Division                          | 16è     |
| 1985-86                                                                  | First Division                          | 3r      |
| 1986-87                                                                  | First Division                          | 15è     |
| 1987-88                                                                  | First Division                          | 16è     |
| 1988-89                                                                  | First Division                          | 19è     |
| 1989-90                                                                  | Second Division                         | 7è      |
| 1990-91                                                                  | Second Division                         | 2n      |
| 1991-92                                                                  | First Division                          | 22è     |
| 1992-93                                                                  | First Division (antiga Second Division) | 2n      |
| 1993-94                                                                  | Premier League                          | 13è     |
| 1994-95                                                                  | Premier League                          | 14è     |
| 1995-96                                                                  | Premier League                          | 10è     |
| 1996-97                                                                  | Premier League                          | 14è     |
| 1997-98                                                                  | Premier League                          | 8è      |
| 1998-99                                                                  | Premier League                          | 5è      |
| 1999-2000                                                                | Premier League                          | 9è      |
| 2000-01                                                                  | Premier League                          | 15è     |
| 2001-02                                                                  | Premier League                          | 7è      |
| 2002-03                                                                  | Premier League                          | 18è     |
| 2003-04                                                                  | First Division                          | 4t      |
| 2004-05                                                                  | Championship (antiga First Division)    | 6è      |
| 2005-06                                                                  | Premier League                          | 9è      |
| 2006-07                                                                  | Premier League                          | 15è     |
| 2007-08                                                                  | Premier League                          | 10è     |
| 2008-09                                                                  | Premier League                          | 9è      |
| 2009-10                                                                  | Premier League                          | 17è     |
| 2010-11                                                                  | Premier League                          | 20è     |
| 2011-12                                                                  | Championship                            | 3r      |
| 2012-13                                                                  | Premier League                          | 10è     |
| 2013-14                                                                  | Premier League                          | 13è     |
| 2014-15                                                                  | Premier League                          | 12è     |
| 2015-16                                                                  | Premier League                          | 7è      |
| 2016-17                                                                  | Premier League                          | 11è     |
| 2017-18                                                                  | Premier League                          | 13è     |
| 2018-19                                                                  | Premier League                          | 10è     |
| 2019-20                                                                  | Premier League                          | 16è     |
| 2020-21                                                                  | Premier League                          | 6è      |
| 2021-22                                                                  | Premier League                          | 7è      |
| 2022-23                                                                  | Premier League                          | 14è     |
| 2023-24                                                                  | Premier League                          |         |

## Palmarès
- 1 Recopa d'Europa de futbol: 1964-65
- 1 Lliga Conferència de la UEFA: 2022-23
- 1 Copa Intertoto de la UEFA: 1999
- 3 Copes angleses: 1963-64, 1974-75, 1979-80
- 2 Lligues angleses de Segona Divisió: 1957-58, 1980-81
- 1 Community Shield: 1964

## Colors
El club vesteix samarreta grana amb mànigues blau cel i pantaló blanc.

## Jugadors

### Plantilla 2025-26
A 9 agost 2025
| N. | Pos. | Nac. | Jugador                 |
| -- | ---- | --- | ----------------------- |
| 1  | POR  | [[Fitxer:Flag of Denmark.svg\|23x15px\|border \|alt=Dinamarca\|link=Selecció de futbol de Dinamarca\|{{#if:\|]]                   | Mads Hermansen          |
| 2  | DEF  | [[Fitxer:Flag of England.svg\|23x15px\|border \|alt=Anglaterra\|link=Selecció de futbol d'Anglaterra\|{{#if:\|]]                  | Kyle Walker-Peters      |
| 3  | DEF  | [[Fitxer:Flag of England.svg\|23x15px\|border \|alt=Anglaterra\|link=Selecció de futbol d'Anglaterra\|{{#if:\|]]                  | Maximilian Kilman       |
| 4  | MIG  | [[Fitxer:Flag of Mexico.svg\|23x15px\|border \|alt=Mèxic\|link=Selecció de futbol de Mèxic\|{{#if:\|]]                            | Edson Álvarez           |
| 5  | DEF  | [[Fitxer:Flag of Morocco.svg\|23x15px\|border \|alt=Marroc\|link=Selecció de futbol del Marroc\|{{#if:\|]]                        | Nayef Aguerd            |
| 7  | DAV  | [[Fitxer:Flag of the Netherlands.svg\|23x15px\|border \|alt=Països Baixos\|link=Selecció de futbol dels Països Baixos\|{{#if:\|]] | Crysencio Summerville   |
| 8  | MIG  | [[Fitxer:Flag of England.svg\|23x15px\|border \|alt=Anglaterra\|link=Selecció de futbol d'Anglaterra\|{{#if:\|]]                  | James Ward-Prowse       |
| 9  | DAV  | [[Fitxer:Flag of England.svg\|23x15px\|border \|alt=Anglaterra\|link=Selecció de futbol d'Anglaterra\|{{#if:\|]]                  | Callum Wilson           |
| 10 | MIG  | [[Fitxer:Flag of Brazil.svg\|23x15px\|border \|alt=Brasil\|link=Selecció de futbol del Brasil\|{{#if:\|]]                         | Lucas Paquetá           |
| 11 | DAV  | [[Fitxer:Flag of Germany.svg\|23x15px\|border \|alt=Alemanya\|link=Selecció de futbol d'Alemanya\|{{#if:\|]]                      | Niclas Füllkrug         |
| 12 | DEF  | [[Fitxer:Flag of Senegal.svg\|23x15px\|border \|alt=Senegal\|link=Selecció de futbol del Senegal\|{{#if:\|]]                      | El Hadji Malick Diouf   |
| 15 | DEF  | [[Fitxer:Flag of Greece.svg\|23x15px\|border \|alt=Grècia\|link=Selecció de futbol de Grècia\|{{#if:\|]]                          | Konstantinos Mavropanos |
| 17 | MIG  | [[Fitxer:Flag of Brazil.svg\|23x15px\|border \|alt=Brasil\|link=Selecció de futbol del Brasil\|{{#if:\|]]                         | Luis Guilherme          |
| 20 | DAV  | [[Fitxer:Flag of England.svg\|23x15px\|border \|alt=Anglaterra\|link=Selecció de futbol d'Anglaterra\|{{#if:\|]]                  | Jarrod Bowen (capità)   |
| 21 | POR  | [[Fitxer:Flag of England.svg\|23x15px\|border \|alt=Anglaterra\|link=Selecció de futbol d'Anglaterra\|{{#if:\|]]                  | Wes Foderingham         |

| N. | Pos. | Nac. | Jugador           |
| -- | ---- | --- | ----------------- |
| 22 | DAV  | [[Fitxer:Flag of Côte d'Ivoire.svg\|23x15px\|border \|alt=Costa d'Ivori\|link=Selecció de futbol de la Costa d'Ivori\|{{#if:\|]]                                                            | Maxwel Cornet     |
| 23 | POR  | [[Fitxer:Flag of France (1794–1815, 1830–1974).svg\|23x15px\|border \|alt=França\|link=Selecció de futbol de França\|{{#if:\|]]                                                             | Alphonse Areola   |
| 24 | MIG  | [[Fitxer:Flag of Argentina.svg\|23x15px\|border \|alt=Argentina\|link=Selecció de futbol de l'Argentina\|{{#if:\|]]                                                                         | Guido Rodríguez   |
| 25 | DEF  | [[Fitxer:Flag of France (1794–1815, 1830–1974).svg\|23x15px\|border \|alt=França\|link=Selecció de futbol de França\|{{#if:\|]]                                                             | Jean-Clair Todibo |
| 28 | MIG  | [[Fitxer:Flag of the Czech Republic.svg\|23x15px\|border \|alt=Txèquia\|link=Selecció de futbol de la República Txeca\|{{#if:\|]]                                                           | Tomáš Souček      |
| 29 | DEF  | [[Fitxer:Flag of the Democratic Republic of the Congo.svg\|23x15px\|border \|alt=República Democràtica del Congo\|link=Selecció de futbol de la República Democràtica del Congo\|{{#if:\|]] | Aaron Wan-Bissaka |
| 30 | DEF  | [[Fitxer:Flag of England.svg\|23x15px\|border \|alt=Anglaterra\|link=Selecció de futbol d'Anglaterra\|{{#if:\|]]                                                                            | Oliver Scarles    |
| 32 | MIG  | [[Fitxer:Flag of England.svg\|23x15px\|border \|alt=Anglaterra\|link=Selecció de futbol d'Anglaterra\|{{#if:\|]]                                                                            | Freddie Potts     |
| 33 | DEF  | [[Fitxer:Flag of Italy.svg\|23x15px\|border \|alt=Itàlia\|link=Selecció de futbol d'Itàlia\|{{#if:\|]]                                                                                      | Emerson Palmieri  |
| 39 | MIG  | [[Fitxer:Flag of Scotland.svg\|23x15px\|border \|alt=Escòcia\|link=Selecció de futbol d'Escòcia\|{{#if:\|]]                                                                                 | Andy Irving       |
| 40 | MIG  | [[Fitxer:Flag of England.svg\|23x15px\|border \|alt=Anglaterra\|link=Selecció de futbol d'Anglaterra\|{{#if:\|]]                                                                            | George Earthy     |
| 47 | POR  | [[Fitxer:Flag of Hungary.svg\|23x15px\|border \|alt=Hongria\|link=Selecció de futbol d'Hongria\|{{#if:\|]]                                                                                  | Krisztián Hegyi   |
| 50 | DAV  | [[Fitxer:Ulster Banner.svg\|23x15px\|border \|alt=Irlanda del Nord\|link=Selecció de futbol d'Irlanda del Nord\|{{#if:\|]]                                                                  | Callum Marshall   |
| 61 | MIG  | [[Fitxer:Flag of England.svg\|23x15px\|border \|alt=Anglaterra\|link=Selecció de futbol d'Anglaterra\|{{#if:\|]]                                                                            | Lewis Orford      |

### Cedits a altres equips
| N. | Pos. | Nac. | Jugador                                                 |
| -- | ---- | --- | ------------------------------------------------------- |
| —  | POR  | [[Fitxer:Flag of England.svg\|23x15px\|border \|alt=Anglaterra\|link=Selecció de futbol d'Anglaterra\|{{#if:\|]] | Mason Terry (al Braintree Town fins al 31 maig 2026)    |
| —  | DEF  | [[Fitxer:Flag of England.svg\|23x15px\|border \|alt=Anglaterra\|link=Selecció de futbol d'Anglaterra\|{{#if:\|]] | Kaelan Casey (al Swansea City AFC fins al 31 maig 2026) |

| N. | Pos. | Nac. | Jugador                                                   |
| -- | ---- | --- | --------------------------------------------------------- |
| —  | DEF  | [[Fitxer:Ulster Banner.svg\|23x15px\|border \|alt=Irlanda del Nord\|link=Selecció de futbol d'Irlanda del Nord\|{{#if:\|]] | Michael Forbes (al Northampton Town fins al 31 maig 2026) |
| —  | DAV  | [[Fitxer:Flag of England.svg\|23x15px\|border \|alt=Anglaterra\|link=Selecció de futbol d'Anglaterra\|{{#if:\|]]           | Gideon Kodua (al Luton Town FC fins al 31 maig 2026)      |

### Jugadors històrics destacats
L'any 2003, amb motiu del llibre The Official West Ham United Dream Team, 500 fans foren enquestats sobre l'onze ideal de tots els temps del club. L'elecció fou restringida a jugadors de l'era moderna. El resultat va ser:
- Phil Parkes
- Ray Stewart
- Julian Dicks
- Billy Bonds
- Alvin Martin
- Bobby Moore
- Martin Peters
- Trevor Brooking
- Geoff Hurst
- Paolo Di Canio
- Alan Devonshire